# グリーン・アイズ (カクテル)
グリーン・アイズ（英: Green Eyes）はラム酒ベースのフローズン・カクテル。1984年ロサンゼルスオリンピックの公式カクテル、オフィシャルドリンクとして指定された。

## 概要
1983年の全米カクテル・コンテストにおいて西部地域のロングカクテル部門第1位を獲得した。考案者はレストラン「ル・プルミエール」のアルバート・レベティー。

## 作り方の例
レシピ
- ゴールド・ラム - 30ml
- ミドリ（メロン・リキュール） - 25ml
- パイナップルジュース - 45ml
- ココナッツ・ミルク - 15ml
- ライム・ジュース - 15ml

作り方
1. バー・ブレンダーに氷と材料を入れブレンドする。
2. グラスに上記で作ったカクテルを入れ、スライスライムを飾り、ストローを添える。